# 18. novembra iela
18. novembra iela (pol. ulica 18 listopada) – główna ulica łotewskiego miasta Dyneburg. Jest to najdłuższa ulica miasta (całkowita długość wynosi 8,3 km), rozciągająca się od centrum miasta do granicy z wsią Stropi. Ulica stanowi część łotewskiej drogi magistralnej A13. Niemalże na całej długości ulicy biegnie linia tramwajowa.

## Nazwa
Pierwszą nazwą ulicy była Šosejas iela (pol. ulica Szosa). W 1935 r. nazwę zmieniono na 18. novembra iela, a w 1940 r. nastąpiło kolejne przemianowanie, tym razem na Sarkanarmijas iela (pol. ulica Armii Czerwonej). Nazwa 18. novembra iela powróciła 14 października 1991 r.

## Galeria

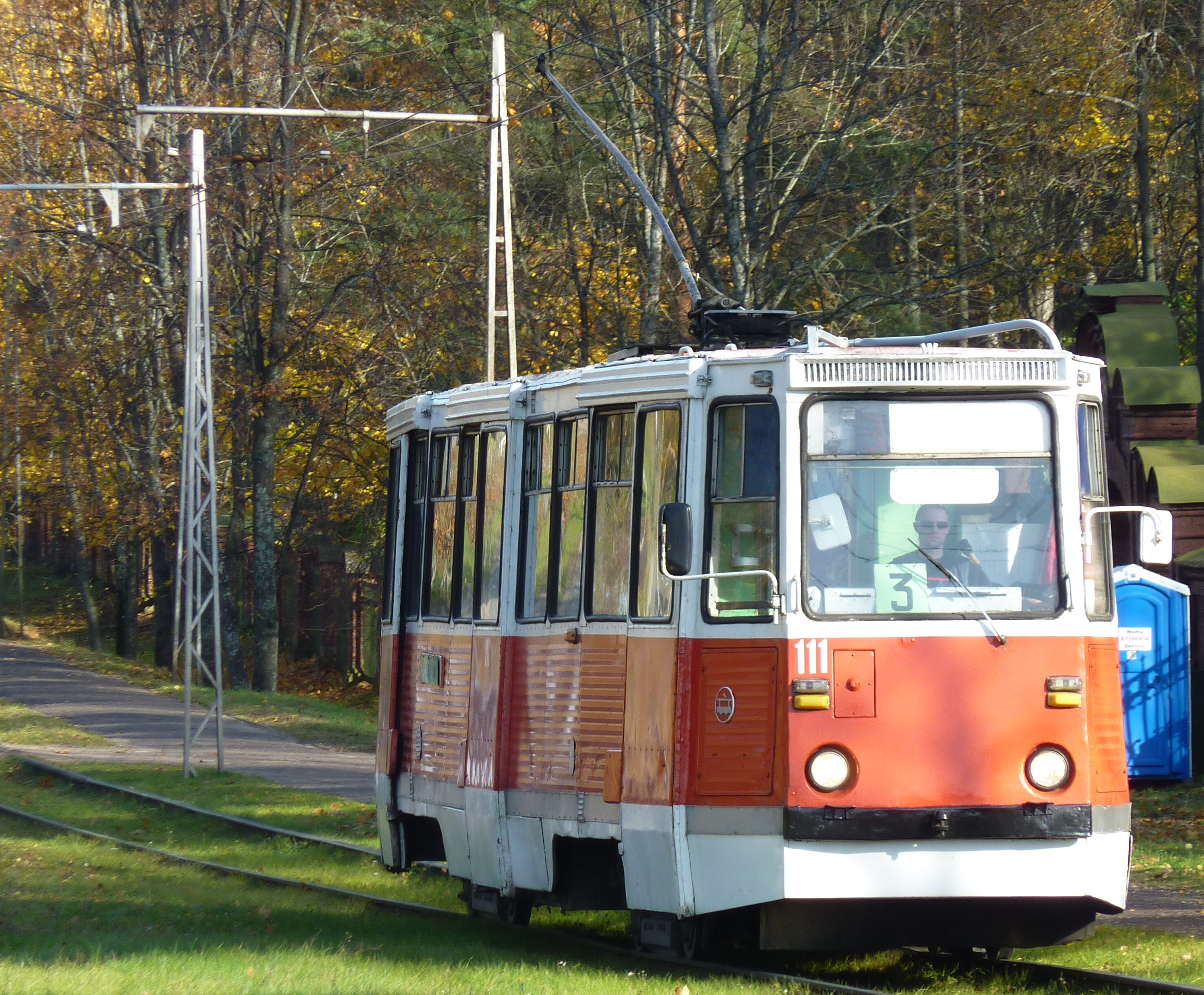
Tramwaj KTM-5 na linii nr 3 na 18. novembra iela
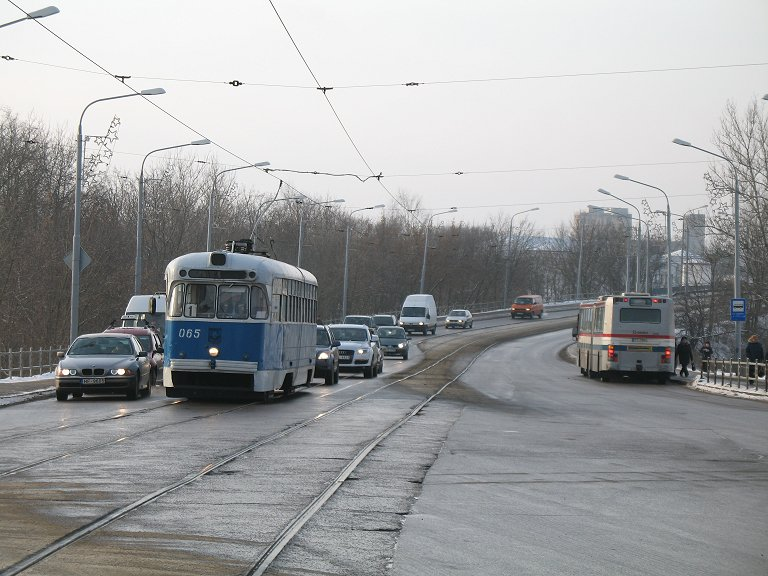
Tramwaj RWZ-6 na 18. novembra iela
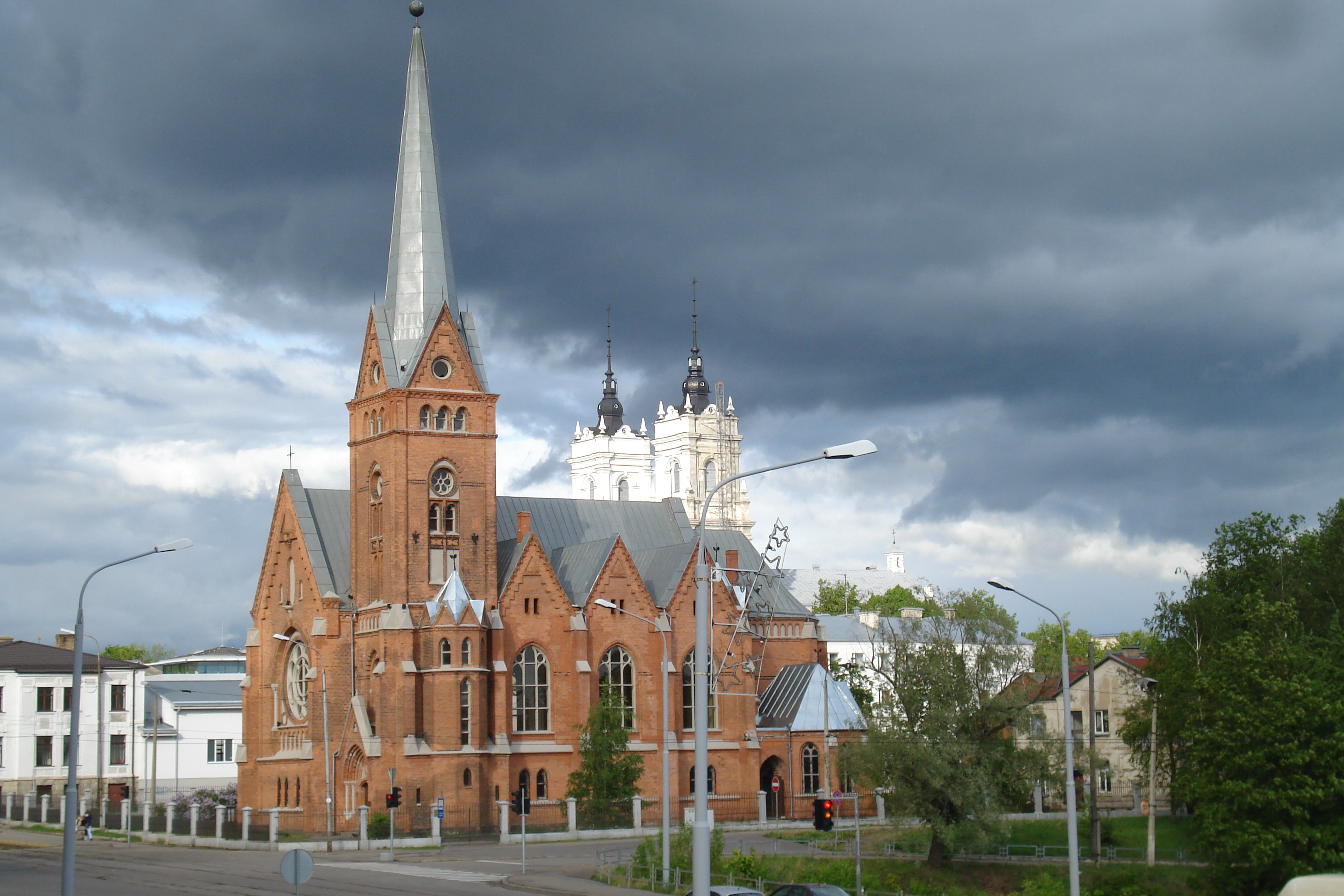
Katedra Marcina Lutra w Dyneburgu, 18. novembra iela 66